# Irimie Staicu
Irimie Staicu (n. 1 aprilie 1905, Cristian, comitatul Brașov, Austro-Ungaria – d. 12 iulie 1989) a fost un academician român, inginer agronom, agrotehnician, membru corespondent al Academiei Române.
Irimie Iulian Staicu a adus contribuții la dezvoltarea agriculturii mondiale.

## Biografie
S-a născut în Cristian, într-o familie de agricultori. Atras din copilărie de misterele dezvoltării plantelor, a devenit inginer agronom. La Facultatea de Agronomie din București, a făcut cercetări sub îndrumarea lui Gheorghe Ionescu-Șișești. Între 1932 si 1936 a avut o bursă de studii la Colegiul de Agricultură și Știine Aplicate din Kansas State University (SUA), unde a obținut titlul de Master of science. 
După întoarcerea în țară, a continuat activitatea de cercetare în cadrul I.C.A.R. și la Facultatea de Agronomie din cadrul  Școlii  Superioare  de  Agricultură  din București (Rusu, 2010). În anul 1938 a susținut teza de doctorat Influența aratului  asupra  acumulării apei și nitraților în sol și efectele asupra cantității și calității recoltei grâului de toamnă, coordonată de profesorul Gheorghe Ionescu-Șișești. 
A fost profesor la Facultatea de Agricultură din București și Timișoara (1944–1963), la Facultatea de Biologie a Universității din București (1962–1963) și la Institutul Agronomic din București (1964–1972); 
A publicat un Curs de agrotehnică (1951) și unul de Agrotehnică și tehnică experimentală (1967). 
A fost șef al Stațiunii Experimentale Calacea-Timiș (1946–1948), șef al Secției fitotehnice la Institutul de Cercetări pentru Cereale și Plante Tehnice de la Fundulea (1957–1964) și director general la Institutul de Cercetări Agricole (1966–1969).

## Contribuții
Irimie Staicu a studiat împreună cu Gheorghe Ionescu-Șișești, Amilcar Vasiliu, Nicolae Hulpoi si Ion Lungu căile de contracarare a secetei prin elucidarea mecanismelor de înmagazinare și pierdere a apei din sol.
În studiile sale, Irime Staicu a avut contribuții in următoarele domenii: 
- amendamente și îngrășăminte chimice și organice la plantele cultivate pe cernoziom ciocolat și levigat pe soluri brun-podzolit, branciog și aluviuni.
- relațiile dintre gradul de afânare a solului, doza de îngrășare cu azot și producția cultivată cu porumb pe cernoziom levigat.
- aplicarea îngrășămintelor chimice sub formă de ioniți la porumb, ovăz și sfeclă.

La congresele de specialitate din străinătate, a adus contribuții originale în probleme privind poluarea, criza de proteine, sursele nepoluante de energie, identificarea bogățiilor naturale ale Pămîntului.

## Opera
Principala sa lucrare este tratatul de Agrotehnică (2 vol., 2000 pagini, 1958), realizat in colaborare cu Gheorghe Ionescu-Șișești pentru care a primit Premiul de Stat (1962)
Rezultatele cercetărilor sale se regăsesc în peste 50 de lucrări, între care: 
- Aratul pe solul brun roșcat de pădure și efectele lui asupra recoltelor de grâu, porumb, ovăz și mazăre (1941);
- Distrugerea solului prin eroziune (1942);
- Eroziunea solului agricol în regiunea Negrești-Vaslui și Cean-Turda (1945);
- Pregătirea și păstrarea îngrășămintelor (1956);
- Probleme ale mediului înconjurător (1972).

Ca urmare a lucrărilor sale de interes economic național și internațional, în 1963 a fost ales membru corespondent al Academiei Române, iar în 1965 i s-a decernat titlul de doctor docent.